# Tatocnemis robinsoni
Tatocnemis robinsoni is een libellensoort uit de familie van de Megapodagrionidae (Vlakvleugeljuffers) , onderorde juffers (Zygoptera).
De wetenschappelijke naam van de soort is voor het eerst geldig gepubliceerd in 1951 door Schmidt.